# 다가와 도모키
다가와 도모키(일본어: 田川 知樹, 2002년 9월 18일~)는 일본의 축구 선수이다.

## 구단 경력
그는 2021년 J1리그의 요코하마 F. 마리노스에 입단했다. 2023년 2월 J3리그의 카탈레 도야마로 이적했다. 2024년 J3리그 3위를 기록하여 J2리그로 승격했다.